# Nesomys rufus
Nesomys rufus es una especie de roedor de la familia Nesomyidae.

## Distribución geográfica
Se encuentra sólo en Madagascar.